# Мочаки-Перші
Мочаки-Перші (рос. Мочаки-Первые) — хутір у Прохоровському районі Бєлгородської області Російської Федерації.
Населення становить 24  особи. Входить до складу муніципального утворення Холоднянське сільське поселення.

## Історія
Населений пункт розташований у східній частині української суцільної етнічної території — східній Слобожанщині.
Згідно із законом від 20 грудня 2004 року № 159 від 2004 року органом місцевого самоврядування є Холоднянське сільське поселення.

## Населення
| 2002 | 2010 |
| ---- | ---- |
| 34   | ↘24  |